# Općina Šentjur
Općina Šentjur (slo.:Občina Šentjur) je općina u istočnoj Sloveniji u pokrajini Štajerskoj i statističkoj regiji Savinjskoj. Središte općine je grad Šentjur s 4.723 stanovnika.

## Zemljopis
Općina Šentjur nalazi se u istočnom dijelu Slovenije, odnosno u južnom dijelu Štajerske. Općina se prostire u istočnom dijelu Celjske kotline. Južni i sjeverni dio općine je brdskog karaktera.
U općini vlada umjereno kontinentalna klima. Najvažniji vodotok u općini je rječica Voglajna. Svi ostali vodotoci su mali i njeni su pritoci.

## Naselja u općini
Bezovje pri Šentjurju, Bobovo pri Ponikvi, Boletina, Botričnica, Brdo, Brezje ob Slomu, Bukovje pri Slivnici, Cerovec,  Črnolica, Dobje pri Lesičnem, Dobovec pri Ponikvi, Dobrina, Dole, Dolga Gora, Doropolje, Dramlje, Drobinsko, Golobinjek pri Planini, Gorica pri Slivnici, Goričica, Grobelno, Grušce, Hotunje, Hrastje, Hrušovec, Hrušovje, Jakob pri Šentjurju, Jarmovec, Javorje, Jazbin Vrh, Jazbine, Jelce, Kalobje, Kameno, Kostrivnica, Košnica, Krajnčica, Krivica, Laze pri Dramljah, Loka pri Žusmu, Lokarje, Loke pri Planini, Lopaca, Lutrje, Marija Dobje, Okrog, Osredek, Ostrožno pri Ponikvi, Paridol, Planina pri Sevnici, Planinca, Planinska vas, Planinski Vrh, Pletovarje, Podgaj, Podgrad, Podlešje, Podlog pod Bohorjem, Podpeč nad Marofom, Podpeč pri Šentvidu, Podvine, Ponikva, Ponkvica, Prapretno, Primož pri Šentjurju, Proseniško, Rakitovec, Razbor, Repno, Rifnik, Sele, Slatina pri Ponikvi, Slivnica pri Celju, Sotensko pod Kalobjem, Spodnje Slemene, Srževica, Stopče, Straška Gorca, Straža na Gori, Svetelka, Šedina, Šentjur, Šentvid pri Planini, Šibenik, Tajhte, Tratna ob Voglajni, Tratna pri Grobelnem, Trno, Trnovec pri Dramljah, Trška Gorca, Turno, Uniše, Vejice, Vezovje, Visoče, Vodice pri Kalobju, Vodice pri Slivnici, Vodruž, Voduce, Vodule, Voglajna, Vrbno, Zagaj pri Ponikvi, Zalog pod Uršulo, Zgornje Selce, Zgornje Slemene, Zlateče pri Šentjurju, Žegar.

## Vanjske poveznice
- Službena stranica općine